# Duke Reid
Arthur "Duke" Reid (Portland, Jamaica, 21 juli 1915 – Kingston, 1 januari 1975) was een Jamaicaanse muziekproducent, DJ en eigenaar van diverse platenlabels.
Eind jaren 50, begin jaren 60 startte Reid zijn eigen platenlabels Trojan, Treasure Isle, Duke Reid en Dutchess. Deze labels produceerden voornamelijk op Amerikaanse R&B gebaseerde Ska en Rocksteady muziek.

## Loopbaan
Na een tien jaar durende loopbaan als politieagent nam Reid ontslag om in zijn slijterij, 'Treasure Isle' genoemd, te gaan werken. Zijn eerste stap in de muziekwereld nam Reid toen hij in 1953 een mobiele discotheek, genaamd 'The Trojan', startte en er als DJ muziek draaide. Kort daarop kreeg Reid een eigen radioshow, Treasure Island Time. 
Dit leidde ertoe dat Reid eind jaren 50 opnames produceerde voor lokale artiesten. Dit deed hij eerst in studios van andere mensen, maar toen zijn slijterij verhuisde startte Reid een opnamestudio boven de nieuwe slijterij. 
Trojan vernoemde hij naar zijn mobiele discotheek, Treasure Isle vernoemde hij naar zijn slijterij, Duke Reid vernoemde hij naar zichzelf en Dutchess vernoemde hij naar zijn vrouw. 
Deze ondernemingen waren zo succesvol dat Reid een dominante rol kreeg in de Jamaicaanse muziekscene van de jaren 60. Reid produceerde rocksteady-groepen als Justin Hines and the Dominos, The Paragons, The Melodians, The Techniques, The Jamaicans, The Sensations en The Silvertones en solo artiesten als Theophilus Beckford, John Holt, Derrick Morgan, Charles Josephs, Stranger Cole, Alton Ellis, songbird Phyllis Dillon en Hopeton Lewis. 
Tegen de tijd dat de jaren 70 aanbraken ging Reids gezondheid achteruit en besloot hij zijn platenmaatschappijen te verkopen aan Sonia Pottinger, die reeds eigenaresse was van High Note Records.

## Overlijden
Arthur "Duke" Reid overleed op 1 januari 1975 aan de gevolgen van kanker.
Op 15 oktober 2007, 32 jaar na diens dood, werd Reid postuum geridderd met de Jamaicaanse Orde van Uitmuntendheid voor belangrijke maatschappelijke verdiensten.